# William Maxwell, 3. Baronet (of Springkell)
Sir William Maxwell, 3. Baronet (* 1. Dezember 1739; † 4. März 1804), war ein schottisch-britischer Adliger.
Er war der älteste Sohn des Sir William Maxwell, 2. Baronet, aus dessen zweiter Ehe mit Catherine Douglas, Tochter des Sir William Douglas, 2. Baronet. Beim Tod seines Vaters am 14. Juli 1760 erbte er dessen Ländereien einschließlich des Familiensitzes Springkell House in Dumfriesshire, sowie den Titel Baronet, of Springkell in the County of Dumfries, der am 7. Februar 1683 in der Baronetage of Nova Scotia seinem Großvater Patrick Maxwell (um 1640–1723) verliehen worden war.
Am 26. März 1764 heiratete er Margaret Stewart, Tochter des Sir Michael Stewart, 3. Baronet. Mit ihr hatte er zwei Kinder:
- Catharine Maxwell (1767–1849) ⚭ Sir Michael Shaw-Stewart, 5. Baronet (1766–1825);
- Lt.-Gen. Sir John Heron-Maxwell, 4. Baronet (1772–1830) ⚭ Mary Heron.